# Septizodium

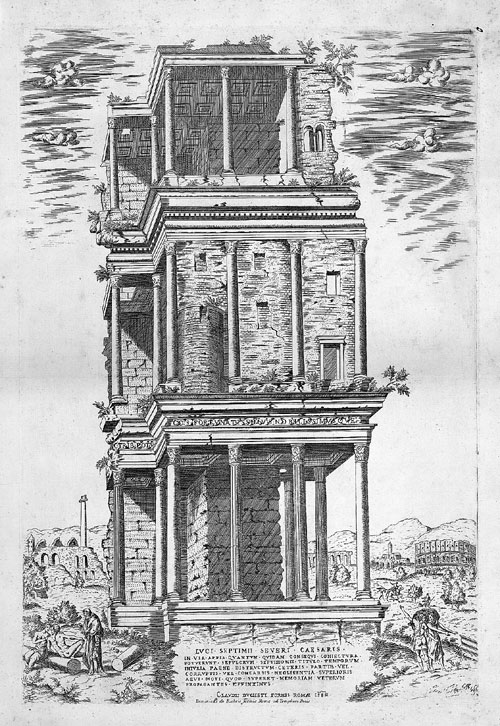
Septizonium des Septimius Severus, Kupferstich von 1582

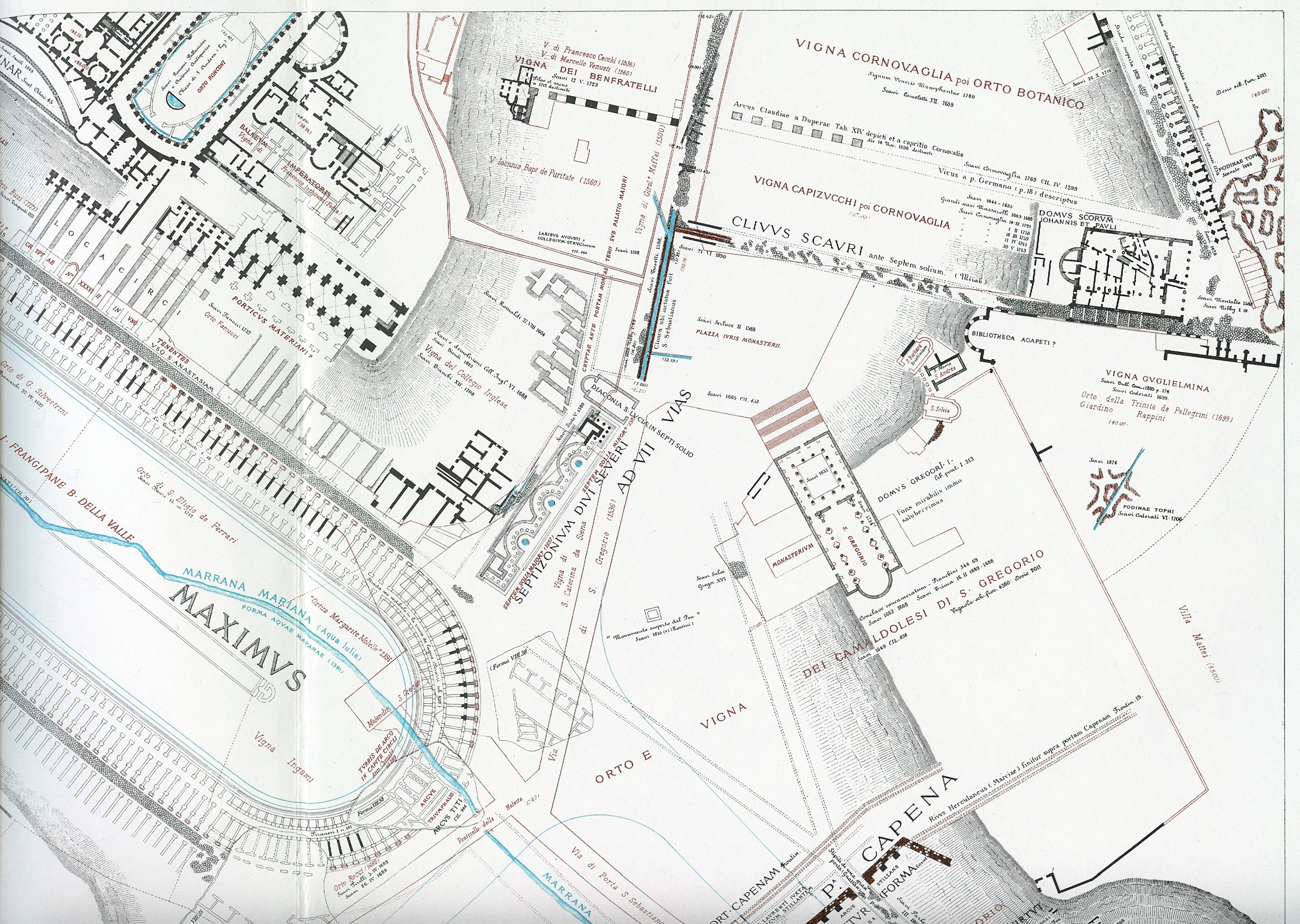
Lage des Septizodiums auf der Forma Urbis Romae nach Rodolfo Lanciani

Das Septizodium oder Septizonium war eine monumentale, fast 90 Meter breite Prunkfassade in Rom. Es wurde im Jahr 203 n. Chr. von Kaiser Septimius Severus errichtet.

## Septizodium
Das Septizodium befand sich im Tal zwischen Caelius und Palatin, der Forma Urbis Romae zufolge am innerstädtischen Endpunkt der unweit an der Porta Capena die Stadt erreichenden Via Appia. Sein Fassadenentwurf folgte monumentalen, mehrstöckigen Nymphäen insbesondere des römischen Ostens. Doch diente der mit zahlreichen Statuen geschmückte Bau nie als Nymphäum. Vielmehr wird er zu einem Bauprogramm des Septimius Severus gehören, der die sich öffnende Platzanlage am Ende der Via Appia monumentalisierte. Mit dem genealogischen Statuenprogramm des Septizodiums, das die „Vorfahren“ des Kaisers bis hin zu Nerva zur Darstellung brachte, diente der Bau möglicherweise der dynastischen Propaganda. Laut Historia Augusta machte das Septizodium auf den Reisenden, der durch die Porta Capena die Stadt betrat, erheblichen Eindruck. Sein Grundriss ist auf der Forma Urbis Romae dargestellt, einem monumentalen Stadtplan Roms, der im Templum Pacis aufbewahrt wurde.
Im Mittelalter gehörte das Septizodium zum Palazzo del Settizonio der Familie Frangipani. Nach schweren Beschädigungen – unter anderem wahrscheinlich durch die Truppen Karls V. beim Sacco di Roma 1527 – wurde das Bauwerk unter Papst Sixtus V. 1588/89 abgerissen.

## Septasolium
Bei der Papstwahl 1241 wurden die Kardinäle, unfähig, einen Konsens zu erreichen, in einem Kloster namens Septasolium eingesperrt. In mittelalterlichen und modernen Erzählungen wurde das Wort in Septizodium korrumpiert.
Die Saepta Solis („Bezirk der Sonne“) in der Nähe des Clivus Scauri ist ein antiker Komplex, der in ein Kloster umgewandelt worden war. Ein Hinweis darauf, was mit Saepta Solis gemeint ist, ist durch eine Unterschrift des neu geschaffenen Kardinals Silvius, ca. 1130 gegeben: Silvius diac. S. Luciae iuxta Heligabalum. Heliogabalus, ebenfalls ein römischer Kaiser des frühen 3. Jahrhunderts (er regierte 218–222), hatte den Bezirk der Sonne (Saepta Solis) gebaut, nicht weit vom Septizodium entfernt, am Fuß einer Straße namens Clivus Scauri.
1119 sperrte Papst Calixt II. seinen unterlegenen Gegner, Gregor VIII. im Septasolium ein, 1152 unterzeichnete ein Kardinal mit Radulfus, diaconus card. Sanctae Luciae in Septa solis, und 1201 ein Kardinal mit Leo sce. Lucie ad Septa solis diac. card.
Es war in der Saepta Solis oder dem Septasolium und nicht das Septizodium, wo die Papstwahl 1198, die Papstwahl 1227 und vor allem die Papstwahl 1241 stattfanden. Nachdem die Kardinäle sich 1198 und 1227 aus eigenem Entschluss dort versammelt hatten, wurden sie 1241 von Senator Matteo Rosso Orsini, dem Vater des späteren Papstes Nikolaus III. dort festgesetzt. Die Bedingungen der Wahl wurden von einem zeitgenössischen Autor, der den Orsini feindlich gegenüberstand, als stressig empfunden, zumal der Urin von Orsinis Wachen auf dem Dach zusammen mit dem Regen in die Wahlkammer drang. Die erzwungene Klausur in der Saepta Solis fand tatsächlich nur während der letzten zwei Wochen der Wahl statt.
Nach dem Septasolium war die Kirche Santa Lucia in Settizodio (italienisch) bzw. Sancta Lucia in Septa Solis (lateinisch) benannt, die im unmittelbar benachbarten Ostteil des Circus Maximus eingebaut war.